# Friedrich August Leopold Löwe
Friedrich August Leopold Löwe (Schwedt, 1767 - Bydgoszcz, 21 d'octubre de 1839) fou un cantant i compositor alemany. De la nissaga Löwe, era el segon fill de Johann Karl Löwe, i es va fer aplaudir en el teatre a Brunsvic, i més tard va ser contractat per treballar a Bremen; el 1810 se li confià la direcció del teatre de Lübeck. Va escriure l'opereta Der Insel der Verführung estrenada amb molt d'èxit el 1797.